# Frühling (Lehár)
Frühling ist eine Operette in einem Akt des Komponisten Franz Lehár und des Librettisten Rudolf Eger. Die Uraufführung fand am 22. Januar 1922 im Kabarett Hölle im Keller des Theaters an der Wien statt. Manchmal wird das Werk auch als Singspiel bezeichnet. Es entstand in wenigen Wochen während einer Unterbrechung der Arbeit des Komponisten an Frasquita. Musikalisch sind in der Operette Zitate von Mozart und Franz Schubert zu hören.

## Handlung
In einem Schreibbüro arbeiten die beiden Stenotypistinnen Hedwig und Toni. Sie sollen das Libretto einer Operette abtippen, das der Dichter Ewald verfasst hat. Die Musik dazu hat der Komponist Lorenz bereits vollendet. Der Dichter erscheint und übergibt das Manuskript an Hedwig zum Abtippen, während er Toni auf einen Kaffee einlädt. Derweil beginnt Hedwig mit dem Abtippen des Textes. Während dieser Arbeit versetzt sie sich gedanklich in die Handlung des Werkes und durchlebt quasi die Operette. In dieser eingebetteten Handlung geht es wieder um den Komponisten Lorenz, der sich wegen der Wohnungsnot während einer Wirtschaftskrise eine Dachkammer mit einem Mädchen teilt, das er nicht kennt, weil beide Schicht arbeiten und sich bisher nie kennenlernten. Mit seinem Freund, dem Dichter Ewald beschließt er das Mädchen, das in einem Modegeschäft arbeitet, doch kennenzulernen. Dann taucht auch eine Kollegin des Mädchens auf. In der Folge kommt es in der eingebetteten Handlung zu verschiedenen Missverständnissen, ehe sich am Ende doch der Komponist Lorenz in seine Mitbewohnerin verliebt und sie ein Paar werden. Dann kehrt die Handlung zurück in das Schreibbüro. Hedwig ist mit der Arbeit fertig. Sie sieht sich als das Mädchen in der eingebetteten Handlung und ihre Kollegin Toni ist auch ihre in der Operettenhandlung auftauchende Kollegin. Nun wird Hedwig klar, dass sie in Lorenz verliebt ist und die beiden werden auch außerhalb der eingebetteten Handlung ein Paar. Das Happy End ist allerdings einseitig, weil sich nur ein Paar zusammen findet. Der Dichter und Toni finden, für eine Operette ungewöhnlich, nicht zusammen.

## Rezeption
Die einaktige Operette Frühling war schon das vierte kurze Bühnenwerk Lehárs, das im Keller des Theaters an der Wien, dem sogenannten Kabarett Hölle, uraufgeführt wurde. Die Reihe der dort aufgeführten Werke begann im Jahr 1906 mit der Kinderoperette Peter und Paul reisen ins Schlaraffenland. Im Jahr 1907 ging hier schon das Werk Mitislaw der Moderne, eine Parodie auf die Danilo Figur aus der Lustigen Witwe über die Bühne. 1912 folgte dann mit Rosenstock und Edelweiss das nächste Werk dieser Art. Frühling sollte Lehárs letzte Kurzoperette bleiben. Sie war aber weitaus erfolgreicher als die Vorgänger. Sie wurde im deutschsprachigen Raum oft gespielt und 1928 vom Komponisten überarbeitet. Das neue Werk war eine dreiaktige Operette mit dem Namen Frühlingsmädel und wurde in Berlin am Neuen Theater am Zoo uraufgeführt. Die Beliebtheit des Werkes lässt sich auch daran erkennen, dass eine Aufführung Live von Radio Wien ausgestrahlt wurde. Damit wurde das Werk eine der ersten Radio-Operetten. Im Lauf der Jahre ließ dann die Begeisterung an dieser Operette deutlich nach. Das lag auch an einem Überangebot von Operetten, die sich gegenseitig von den Spielplänen verdrängten. Heute wird das Werk nur noch selten gespielt. Einzelne Nummern werden gelegentlich bei Konzerten aufgeführt.

## Musiknummern
Eine CD-Einspielung der Deutschen Kammerakademie Neuss unter der Leitung von Johannes Goritzki wurde beim Label CPO veröffentlicht. Mitwirkende waren u. a. Stefanie Krahnenfeld, Allison Browner, Robert Wörle und Markus Köhler. Folgende Musiknummern sind auf dieser CD zu hören:
Prelude
Introduktion: Ach das ist nett
Nur ein Stückchen Batist
O, ich bin so verliebt in die Liebe
Polonaise (Plaisanterie)
Schuhchen ihr kleinen
Blüht im Frühling der Flieder
Valse de Fleurs (Blumen Walzer)
Wenn eine schöne Frau befiehlt
Mazurka
Schwindeln, schon in den Windeln
Ein Muff aus Zobel
Komm die Nach gehört der Sünde
Bei seinem ersten Stelldichein
Mein Herz ist wie der junge Mai
Nachspiel und Finaletto